# Tanaoctena ooptila
Tanaoctena ooptila is een vlinder uit de familie van de Galacticidae. De soort is voor het eerst wetenschappelijk beschreven door Alfred Jefferis Turner in een publicatie uit 1913.
De soortnaam is afgeleid van het Grieks en betekent "ovaalvleugelig". Het typespecimen werd aangetroffen te Kuranda nabij Cairns in Australië. Het mannetje wordt 14-16mm groot.
Volwassen exemplaren hebben bruine voorvleugels met veranderlijke donkere patronen, maar altijd minstens een kleine, ronde donkere vlek nabij het midden. De achtervleugels zijn lichtbruin, donkerder naar de uiteinden toe.
De soort is aangetroffen in de droge gebieden van Australië in Queensland en New South Wales.